# Asciminib
L’asciminib est un médicament utilisé dans le traitement de la leucémie myéloïde chronique, vendu sous le nom de marque Scemblix. 

## Usage médical
L'asciminib est un inhibiteur de la tyrosine kinase, spécifiquement de la tyrosine kinase BCR-ABL1.
Il est utilisé pour traiter la leucémie myéloïde chronique à chromosome Philadelphie positif, lorsque d’autres médicaments ont échoué. Le médicament est pris par voie orale deux fois par jour.

## Effets secondaires
Les effets secondaires de l'asciminib comprennent des infections des voies respiratoires supérieures, des douleurs musculo-squelettiques, des maux de tête, une fatigue, des nausées, des éruptions cutanées ou une diarrhée. D’autres effets secondaires peuvent inclure une insuffisance médullaire, une pancréatite, une hypertension artérielle, des réactions allergiques ou des maladies cardiaques. L'utilisation de ce médicament pendant la grossesse peut nuire au fœtus. 

## Histoire
L'asciminib  a été approuvé pour un usage médical aux États-Unis en 2021 et en Europe en 2022,. Au Royaume-Uni, le coût pour le NHS pendant 30 jours à raison de 40 mg deux fois par jour s'élève à 4 050 livres sterling en 2022. Aux États-Unis, ce montant coûte environ 18 500 dollars.